# Càlice (filla d'Èol)
Càlice (en grec antic: Καλύκη) va ser, segons la mitologia grega, una filla d'Èol, fill d'Hel·len, i d'Enàrete.
Càlice es va casar amb Etli, rei de l'Èlida, fill de Zeus (o de Locros, segons altres genealogies). Van tenir un fill, Endimió, que segons algunes tradicions era fill de Zeus.
Segons una altra versió de la llegenda, Càlice va ser estimada per Zeus i va tenir un fill Etli, (que per tant no seria el seu marit). No es parla de cap descendent.